# Copperhill
Copperhill – miasto w Stanach Zjednoczonych, w stanie Tennessee, w hrabstwie Polk.